# Tôtes (Seine-Maritime)
Tôtes is een gemeente in het Franse departement Seine-Maritime (regio Normandië) en telt 1084 inwoners (1999). De plaats maakt deel uit van het arrondissement Dieppe.

## Geografie
De oppervlakte van Tôtes bedraagt 7,6 km², de bevolkingsdichtheid is 142,6 inwoners per km².
De onderstaande kaart toont de ligging van Tôtes (Seine-Maritime) met de belangrijkste infrastructuur en aangrenzende gemeenten.

## Demografie
Onderstaande figuur toont het verloop van het inwonertal (bron: INSEE-tellingen).